# ميخائيل فيلدمان (كبير الإداريين التنفيذيين)
ميخائيل فيلدمان (بالإنجليزية: Michael Feldman)‏ هو كبير الإداريين التنفيذيين أمريكي، ولد في 14 أكتوبر 1968.